# Doña Maiga
Doña Maiga es un personaje humorístico chilote picaresco, que nació en 2000 caracterizado por Elsa Muñoz, quien saltó a la fama  a nivel nacional, luego de su participación en el Festival del Huaso de Olmué en enero de 2011.